# Station de Puyvalador
Puyvalador est une station de ski des Pyrénées françaises, située dans le département des Pyrénées-Orientales en région Occitanie.

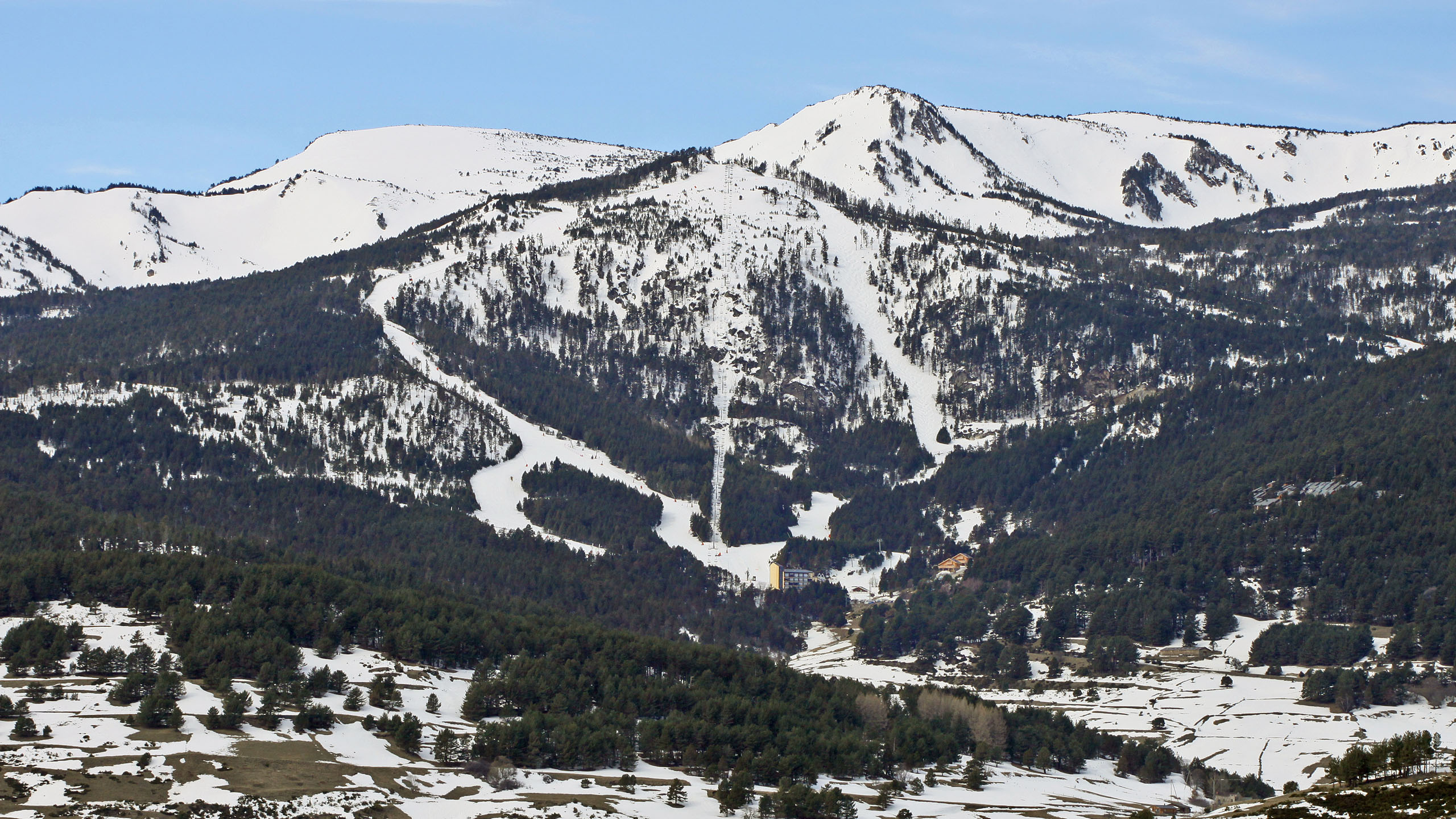
Vue générale

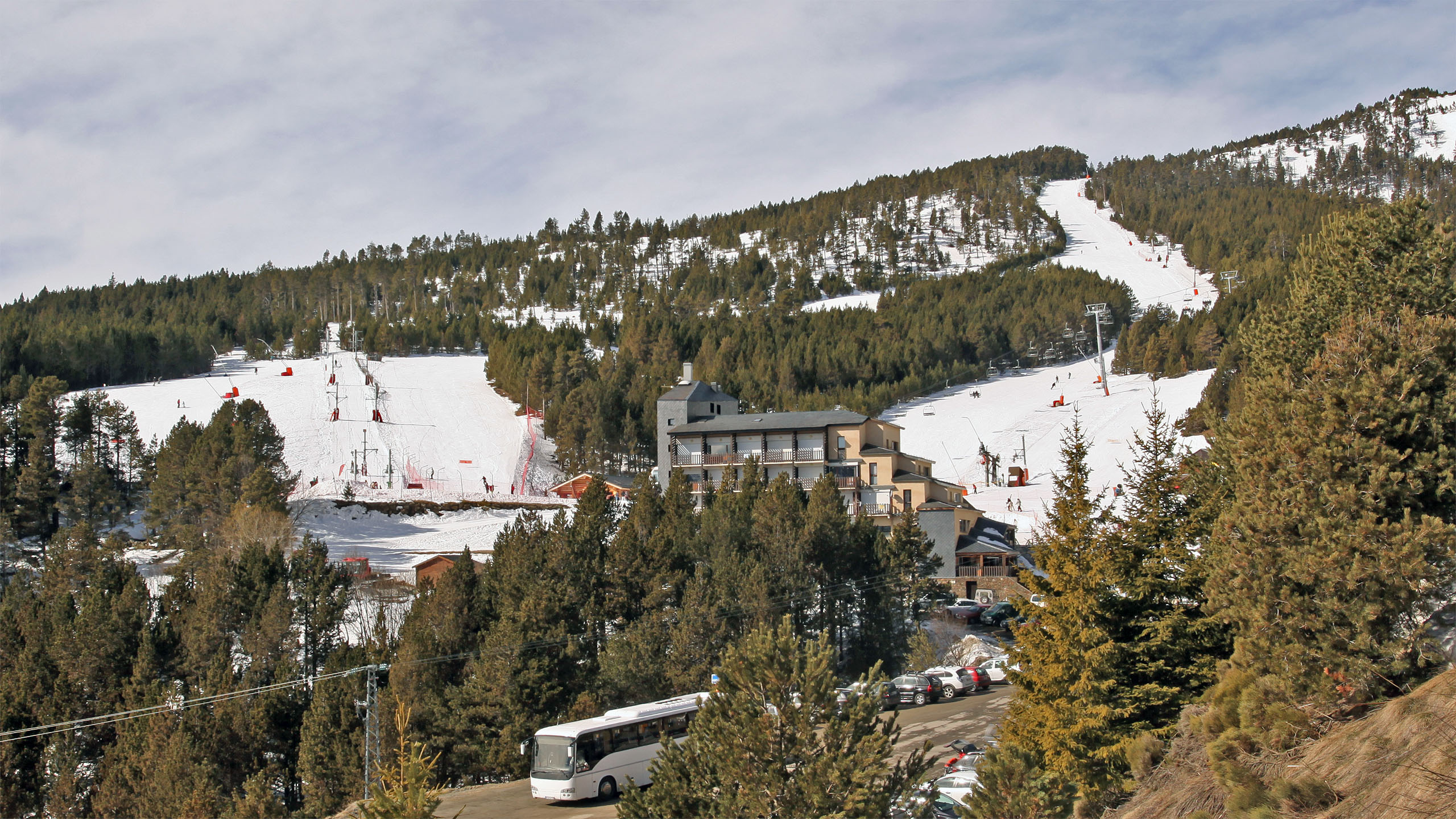
Station de ski en 2013

## Géographie
Station de ski situé sur le territoire de la commune de Puyvalador dans le Capcir. L'altitude de la station varie entre 1 700 mètres et 2 382 mètres .

## Histoire
La station ouvre en 1983. Lors de la saison hivernale 2017-2018 la station fait face à de graves problèmes financiers, avec un passif de 320 000 €. Une association tente de lever des fonds pour sauver la saison, mais c'est insuffisant pour que la station ouvre lors des vacances de Noël, puis lors des vacances d'hiver puis finalement reste fermée toute la saison. La station tente de se diversifier avec des activités estivales comme le VTT, mais sans trouver les ressources suffisantes pour pouvoir rouvrir pour la saison hivernale 2018-2019. Ayant retrouvé un repreneur en la personne de Julien Sabarthès, géomètre et ancien maire de la commune de 2008 à 2011, 600 000 € seront investis sur quatre ans, permettant la réouverture de la station dès l'hiver 2019, limité toutefois aux sept pistes les plus basses et aux quatre téléskis dans un premier temps. 

## Infrastructures
Puyvalador possède un domaine skiable de 32 km ouvert en hiver, 19 pistes, 8 remontées mécaniques, une salle hors-sac, piste de luge, 
La station est réputée pour son espace hors piste.